# Pedro Morone

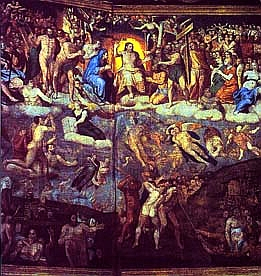
Juicio Final de la iglesia de San Miguel Arcángel de Ibdes

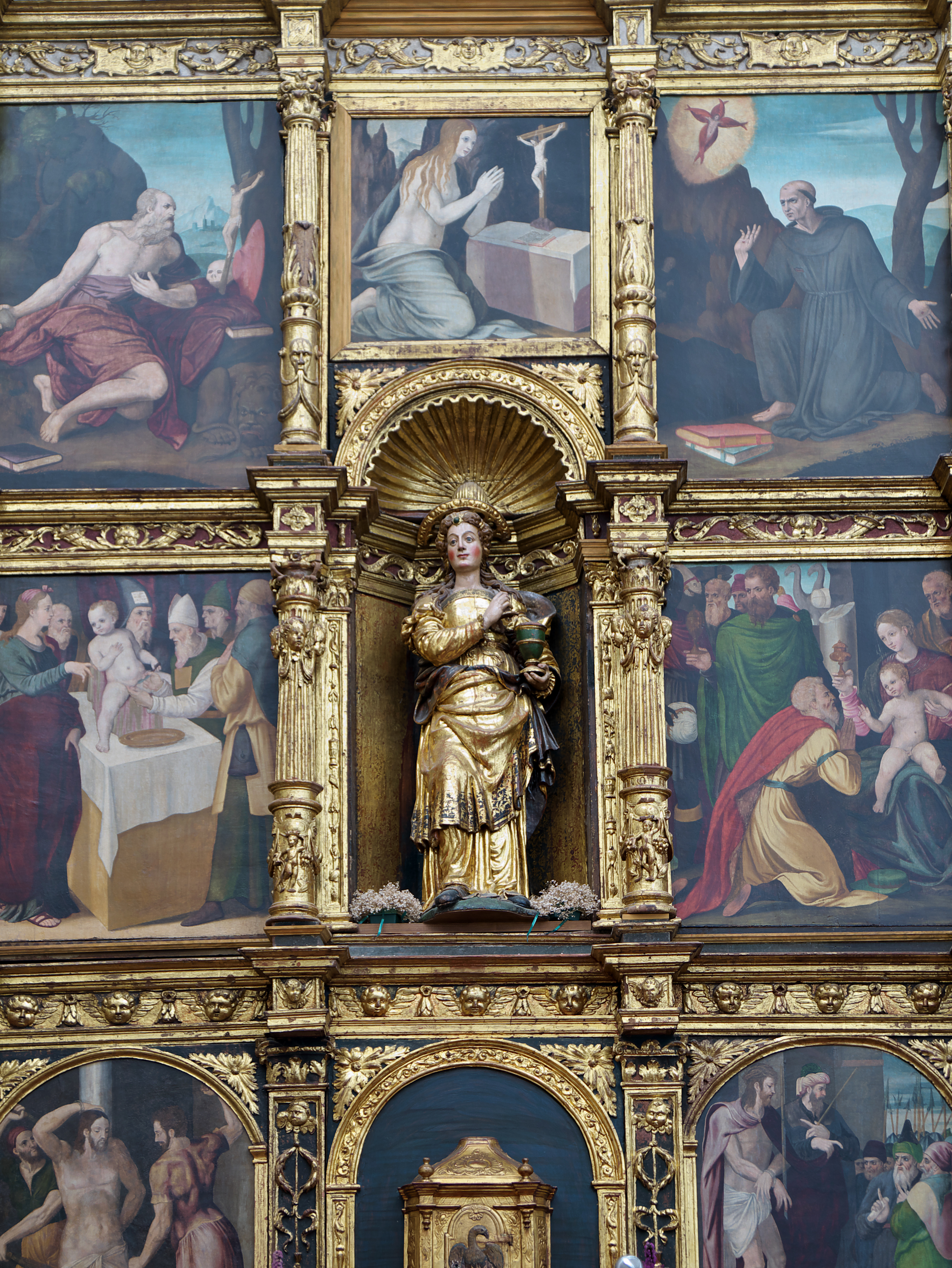
Retablo Mayor de la Iglesia de Santa María Magdalena (Tarazona)

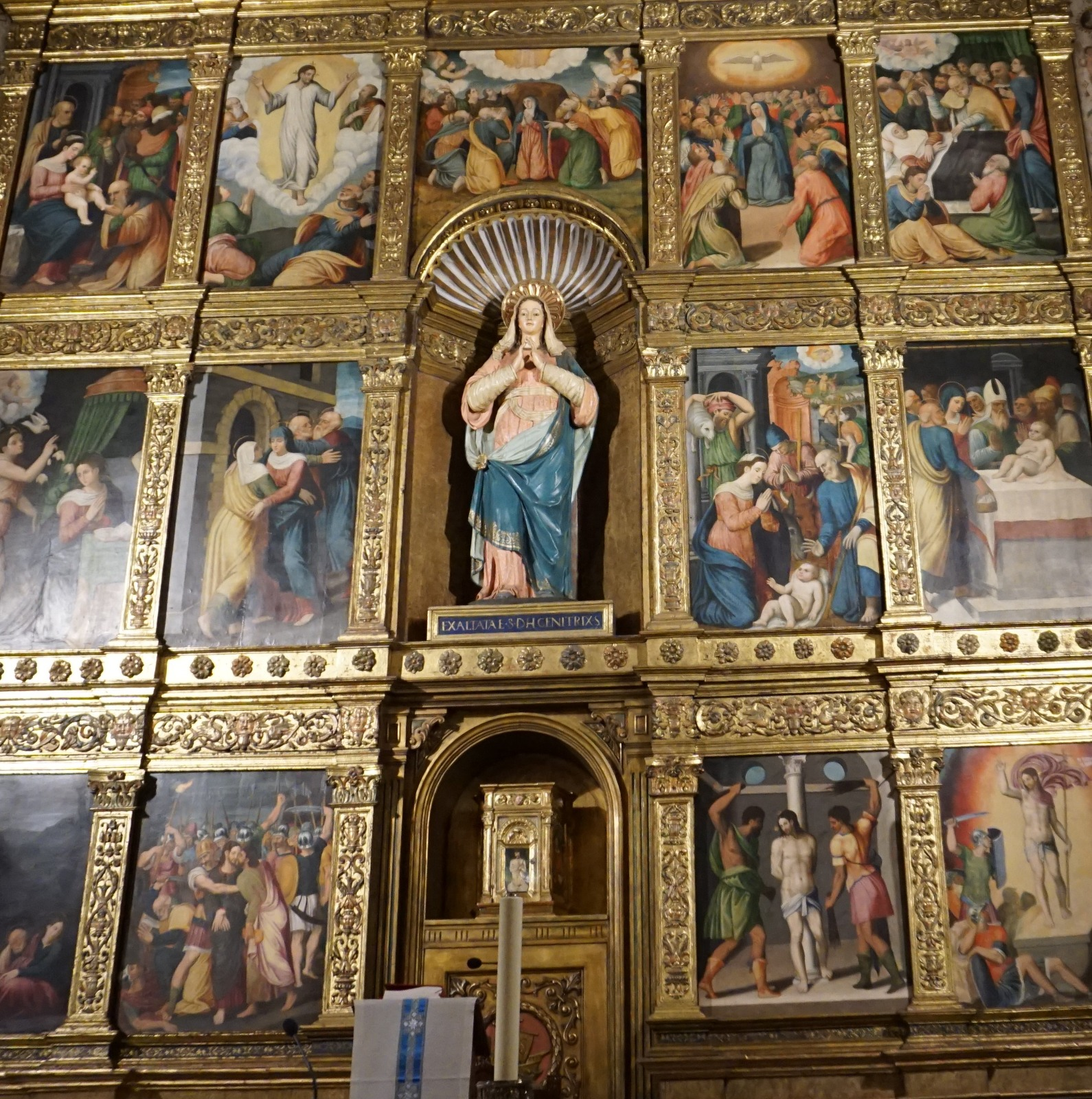
Retablo de mayor de la iglesia parroquial de Fustiñana (Navarra)

Pedro Morone o Pietro Morone (Piacenza, Ducado de Milán c. 1515/1520-Calatayud, 1577) fue un pintor italiano documentado en Barcelona desde 1548 y activo en Soria, Navarra y Aragón.

## Biografía
Las primeras noticias de su actividad datan del 16 de marzo de 1548 cuando junto con Pietro Paolo da Montalbergo fue contratado en Roma por el doctor Luis de Lucena para que se hicieran cargo de la pintura al fresco de su capilla en Guadalajara. Está documentada su presencia en septiembre de ese año en Barcelona, donde se ocuparon de pintar el desaparecido retablo de Santa Cecilia de la iglesia de San Miguel. Tras completar el trabajo en Guadalajara Morone se estableció alrededor de 1550 en Zaragoza desde donde trabajará para diversas localidades de Aragón y Navarra.
Utilizó frecuentemente modelos ajenos, inspirados en estampas de Durero, Giulio Romano, Daniele da Volterra y otros maestros. Quizá conociese los frescos de la Capilla Sixtina de Miguel Ángel, pues su Juicio Final de la iglesia de Ibdes está inspirado en el que ocupa el frontal del altar mayor de la capilla vaticana antes de los repintes de Daniele Volterra, siendo uno de los primeros artífices en difundir esta obra en España. 
Su obra culminante es el encargo de las pinturas murales de la capilla de los arcángeles Miguel, Gabriel y Rafael de la Seo de Zaragoza, mandada construir por el influyente comerciante Gabriel Zaporta.

## Obras
- Retablo del Juicio Final de la ermita de Santa María y Retablo mayor y puertas de San Miguel Arcángel de la iglesia parroquial, ambas en Paracuellos de Jiloca (1557)
- Retablo mayor de San Miguel Arcángel de la iglesia de San Miguel de Tarazona (hacia 1557)
- Retablo de la Virgen del Rosario de la iglesia parroquial y puertas del altar la iglesia de San Miguel Arcángel de Ibdes (hacia 1565)
- Retablo mayor de la iglesia de la Magdalena de Tarazona (hacia 1566)
- Retablo mayor de la Asunción de la iglesia parroquial de Fustiñana (hacia 1569)
- Pinturas murales de la Capilla de los arcángeles Miguel, Gabriel y Rafael o de Gabriel Zaporta de la La Seo de Zaragoza (1570-1572).
- Grisallas del palacio del marqués de San Adrián de Tudela, figuras de la escalera principal (atribuidas)